# Souci officinal
Calendula officinalis
Pour les articles homonymes, voir Souci.
Espèce
Le souci ou souci officinal, Calendula officinalis, est une espèce de plantes à fleurs de la famille des Asteraceae.
Très commun dans les régions méditerranéennes, le souci officinal croît dans la plupart des jardins et des friches sans avoir besoin d'y être semé, le vent faisant office de jardinier. Ses graines survivent à des froids intenses.
Le souci des champs (Calendula arvensis), ou souci sauvage, ou souci des vignes, est plus petit avec des graines du centre un peu différentes. Ses parties ont les mêmes propriétés que le souci officinal. Il est parfois appelé le souci des jardins.
Le souci est une plante tinctoriale, d'utilisation domestique. Il fournit une couleur jaune crème, obtenue par une décoction de ses fleurs. Le souci fournit aussi une source de colorant alimentaire non toxique, notamment utilisé pour foncer les beurres.
C'est également une plante comestible (jeunes feuilles, capitule frais ou séché).

## Phytonymie
Le nom scientifique Calendula date du Moyen Âge. L'étymologie provient du latin calendae premier jour du mois « probablement avec un sens analogue à calendrier, almanach, indicateur météorologique : les capitules s'ouvrent et se ferment en liaison avec l'apparition du soleil » (phénomène de nyctinastie) selon le botaniste Paul-Victor Fournier. Le nom vernaculaire de « souci » rappelle ce phénomène puisqu'il dérive du bas latin solsequia (« qui suit le soleil », du latin sol, « soleil », et sequi, « suivre ») qui a donné « solsie », « soucy » puis « souci ». L'épithète spécifique officinalis signifie « officinal », indiquant que la plante était vendue dans les officines des pharmaciens en raison de ses propriétés médicinales.

## Histoire
Les propriétés thérapeutiques du souci sont connues depuis longtemps. Au XIIe siècle, Hildegarde de Bingen l'utilisait contre la teigne du cuir chevelu ; à la même époque, Albert Le Grand recommande son usage comme cicatrisant, contre les troubles de l'intestin, les piqûres d'insectes et de serpents. Au XVIe siècle en Italie, le médecin recommande son emploi pour faire un collyre soignant les maux des yeux.
Il fait partie des plantes dont la culture est recommandée dans les domaines royaux par Charlemagne dans le capitulaire De Villis (fin du VIIIe siècle ou début du IXe).

## Description

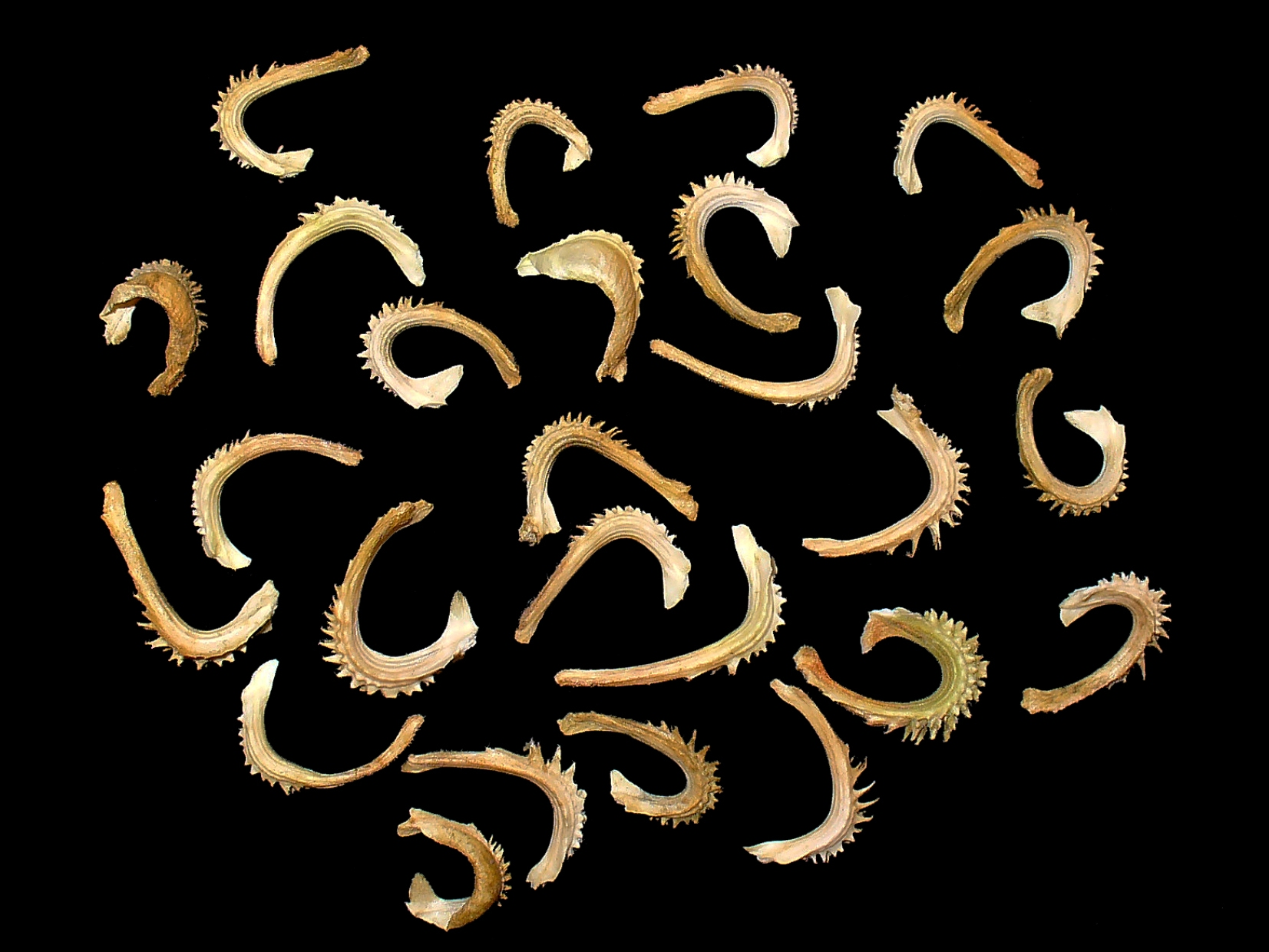
Semences.

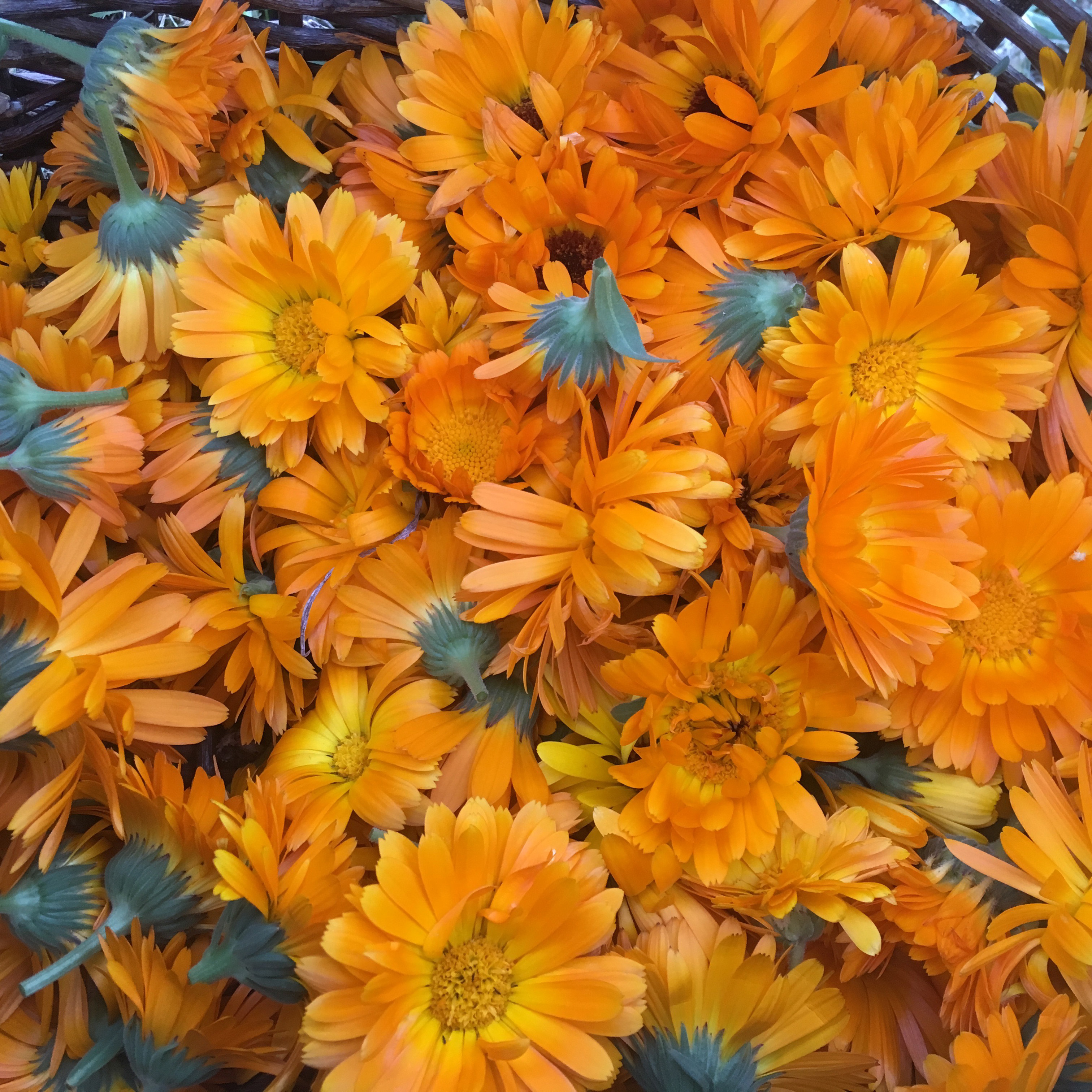
Cueillette de soucis.

Ce sont des plantes herbacées pérennes (de la famille des dicotylédones) à courte vie souvent cultivée comme annuelle, à fleurs jaunes ou jaune orangé, dont la floraison commence aux premiers jours du printemps et peut durer presque toute l'année.
Ses feuilles sont alternes, oblongues et sessiles. Ses pétales ont permis de falsifier le safran.

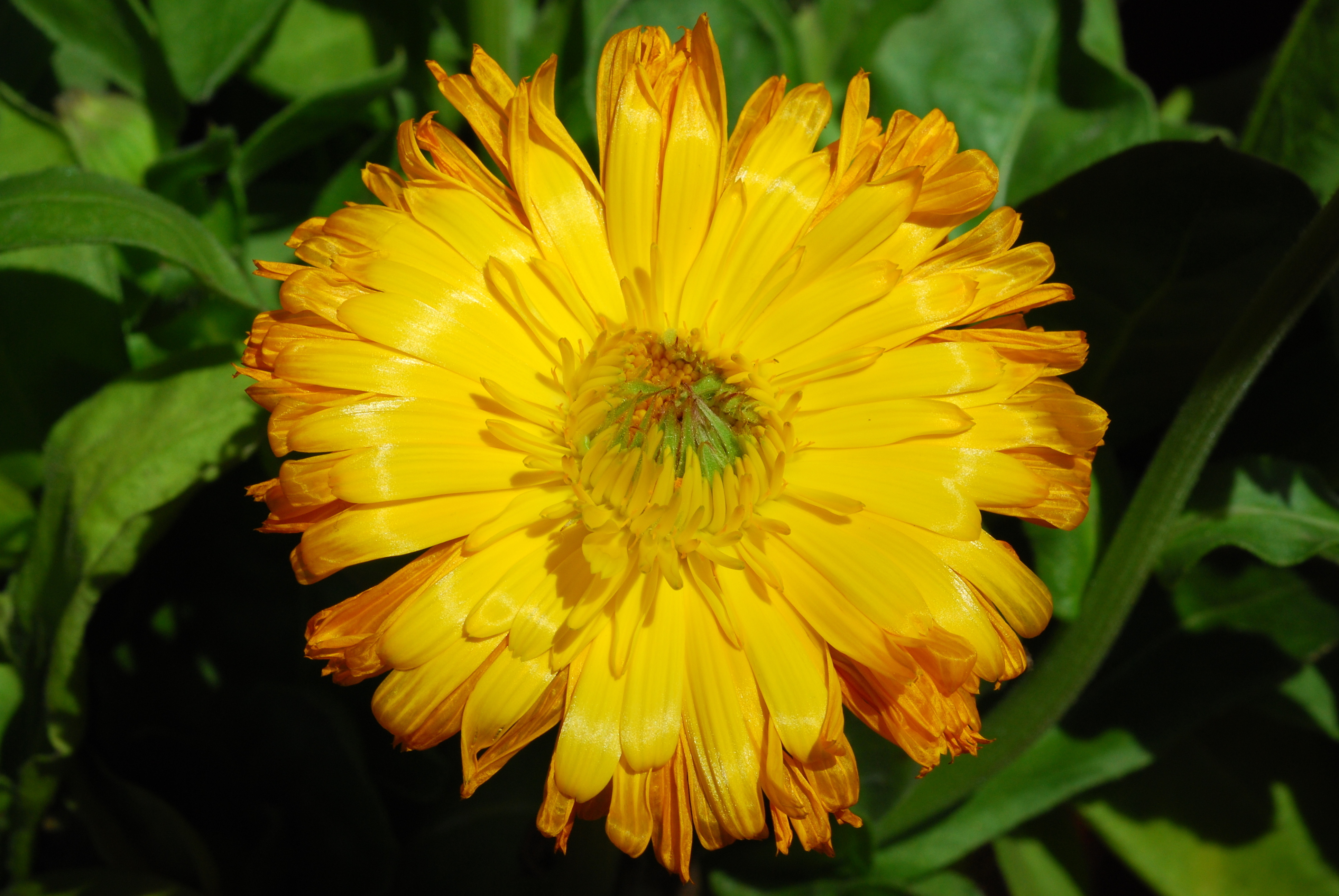
Capitule de souci.
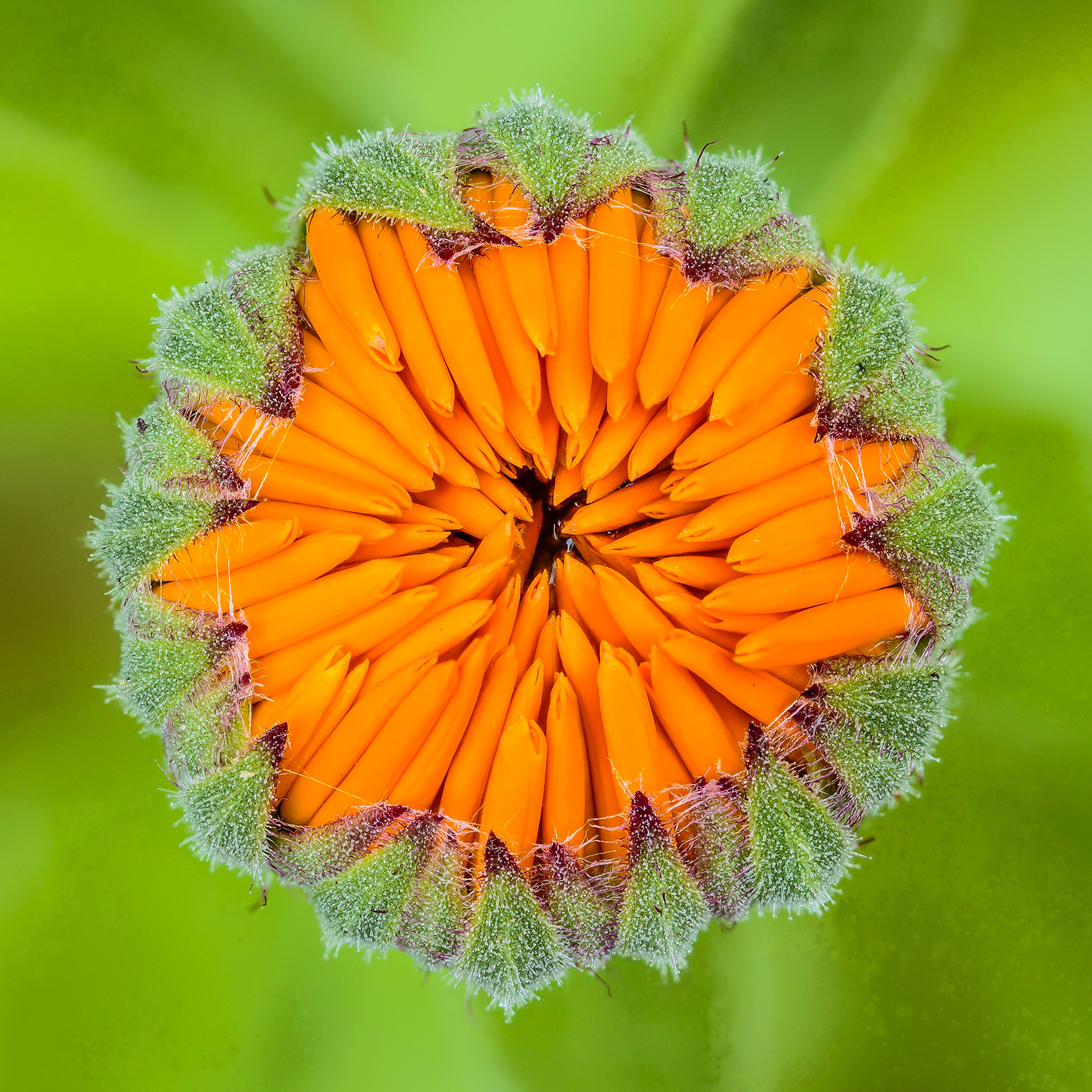
Fleur en développement de Souci officinal.
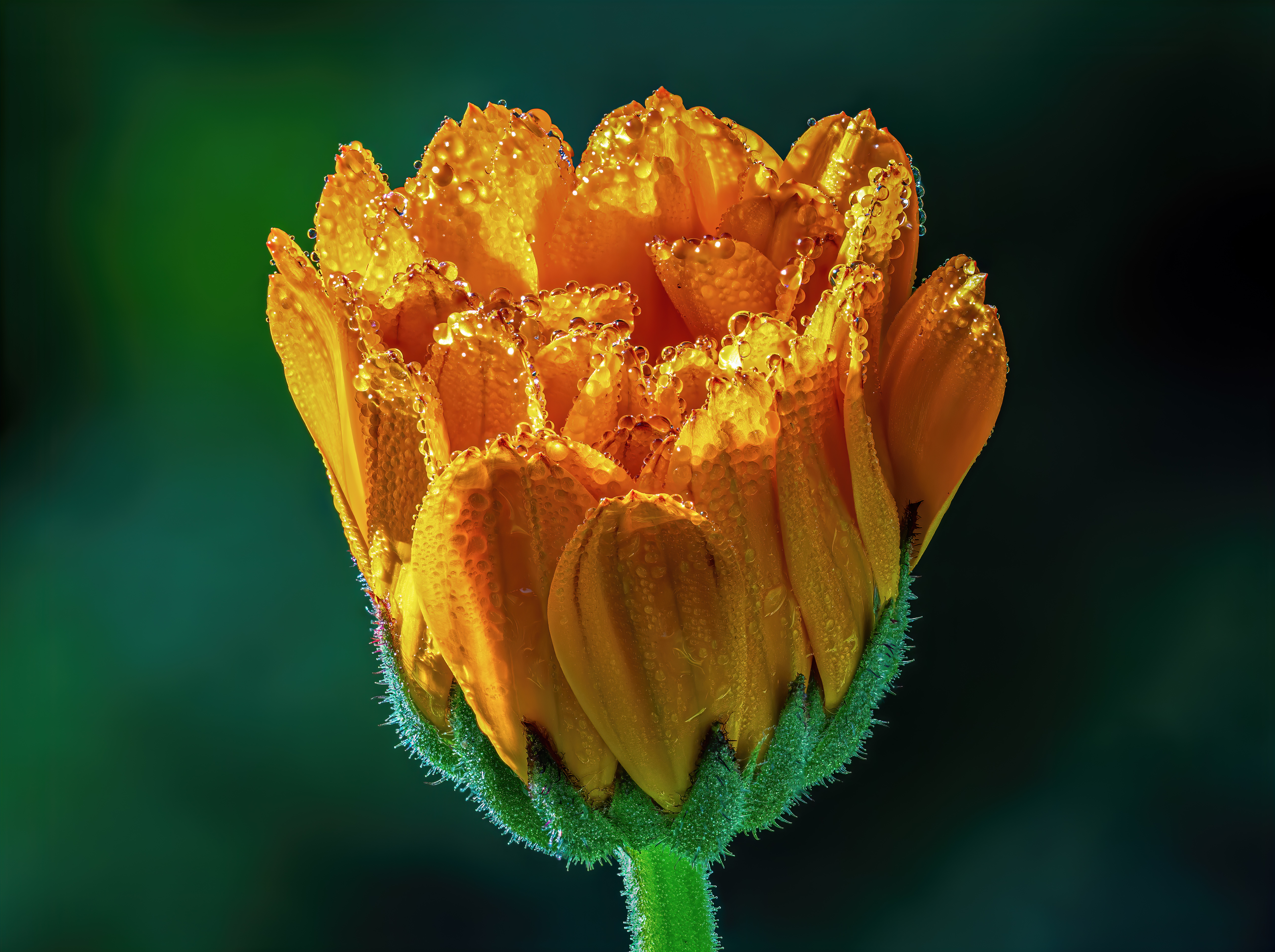
Fleur de Souci officinal sous la rosée. Juin 2020.

Les fleurs ont la particularité de se fermer la nuit et de se rouvrir dès que le soleil est suffisamment haut dans le ciel. C'est d'ailleurs ce qui lui a valu son nom de souci, qui n'a rien à voir avec nos tracas quotidiens mais vient du latin solsequia (= qui suit le soleil). Son nom latin paraît lui lié aux calendes (premier jour du mois chez les Romains), peut-être pour souligner le fait qu'il fleurit toute l'année.
Ses racines sont pivotantes.
Le souci fait entre 40 et 70 cm de haut suivant les variétés.
Autre particularité des soucis, les capitules sont radiés et produisent trois types différents d'akènes peu semblables les uns par rapport aux autres. Les fleurons centraux donnent des akènes courbés striés et couverts d'excroissances rugueuses. Les fleurons ligulés à la périphérie de l'inflorescence donnent quant à eux des fruits beaucoup plus gros et lignifiés, soit allongés portant des excroissances en crochet dures, soit larges portant de courts crochets et comportant des côtes aplaties et rigides. Ceux allongés s'accrochent parfois aux vêtements ou aux poils des animaux, tandis que ceux aplatis traînent au sol et sont déplacés par le vent alors que les akènes centraux tombent simplement au sol. La plante pratique ainsi la barochorie, l'épizoochorie et l'anémochorie dans une moindre mesure.
Toutes les parties du Souci officinal ont une odeur aromatique forte, peu agréable, et leur saveur est amère.

Trois akènes récoltés sur le même capitule
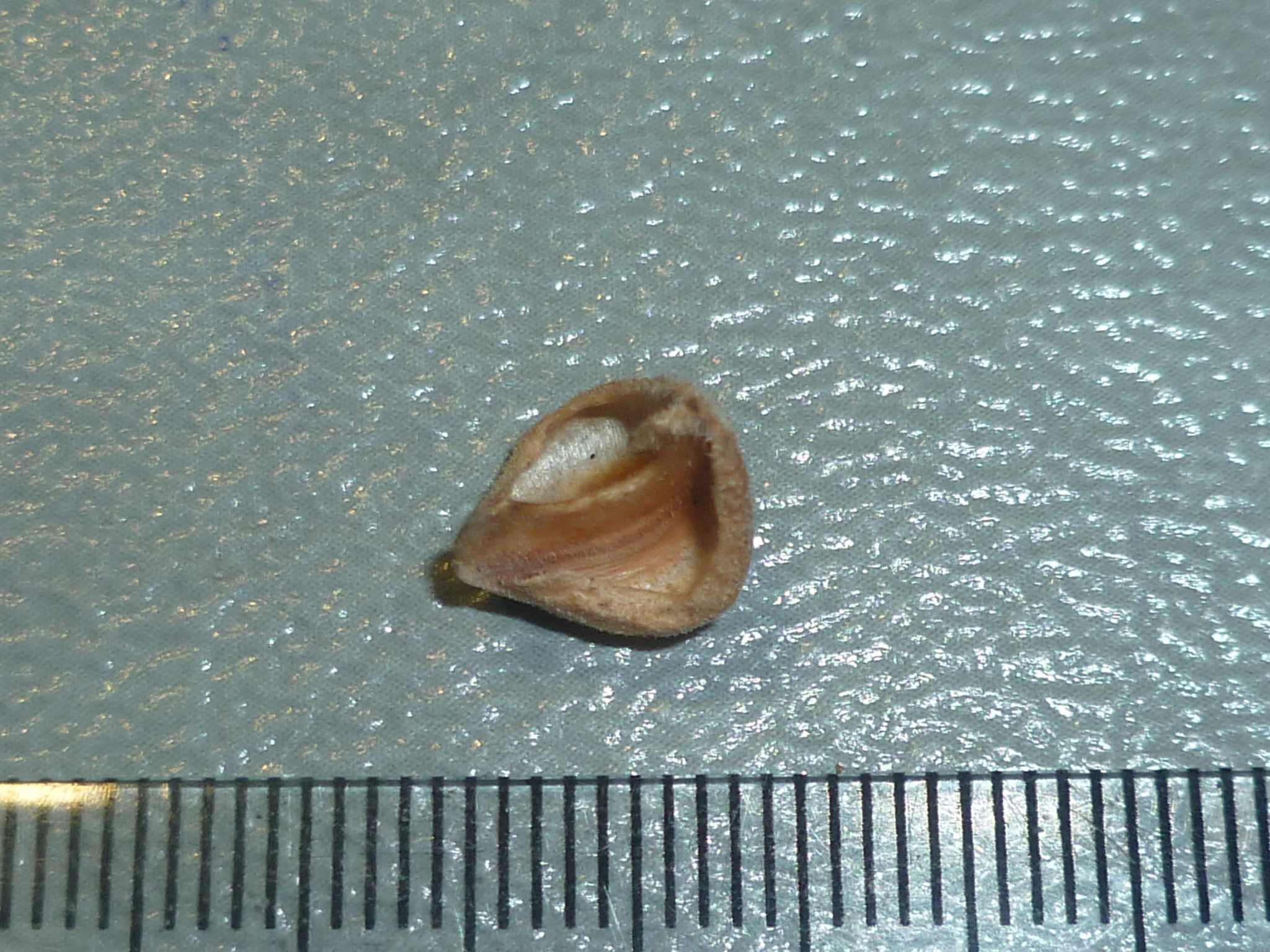
Akène périphérique ailé.
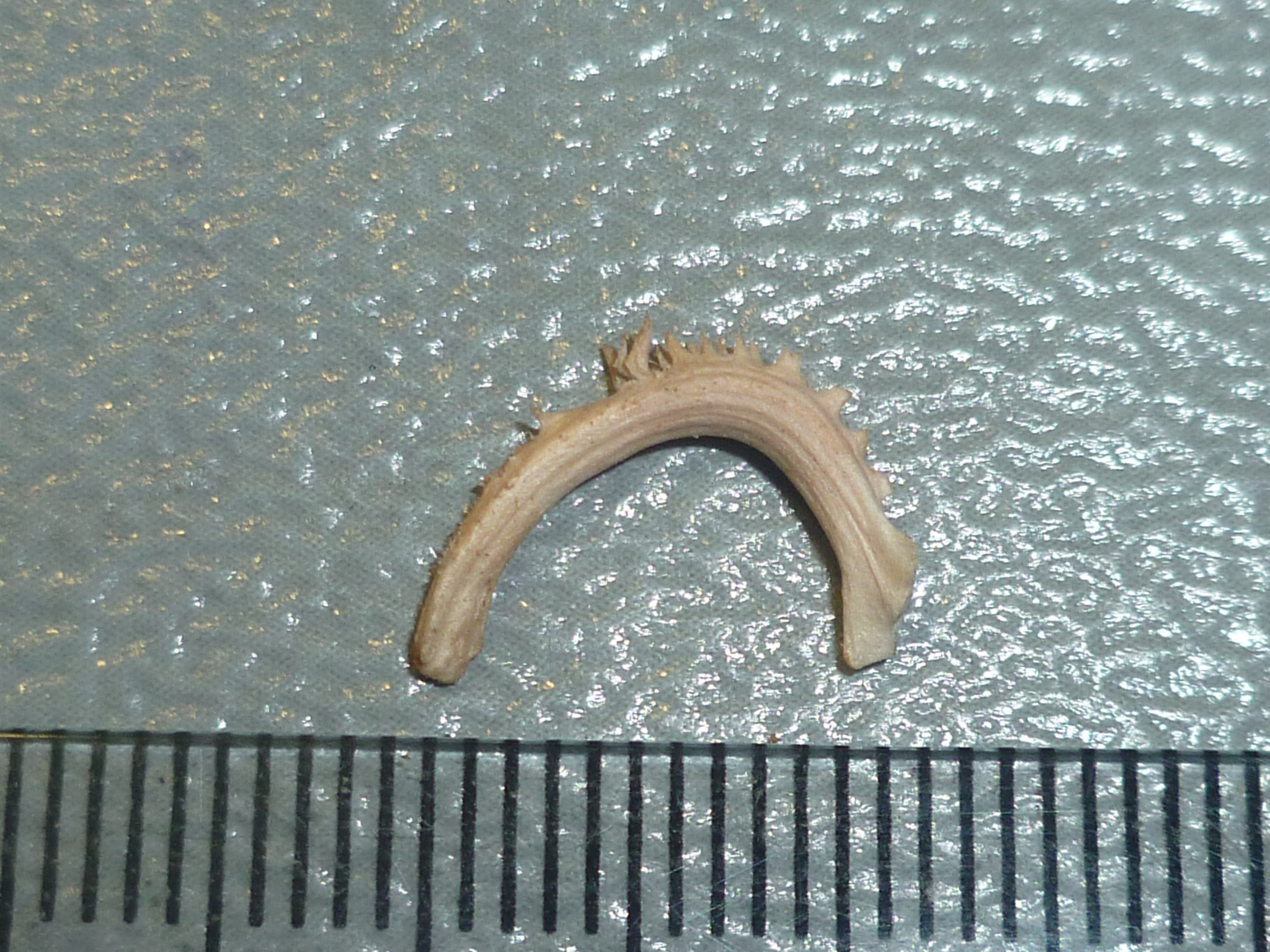
Akène périphérique crochu.
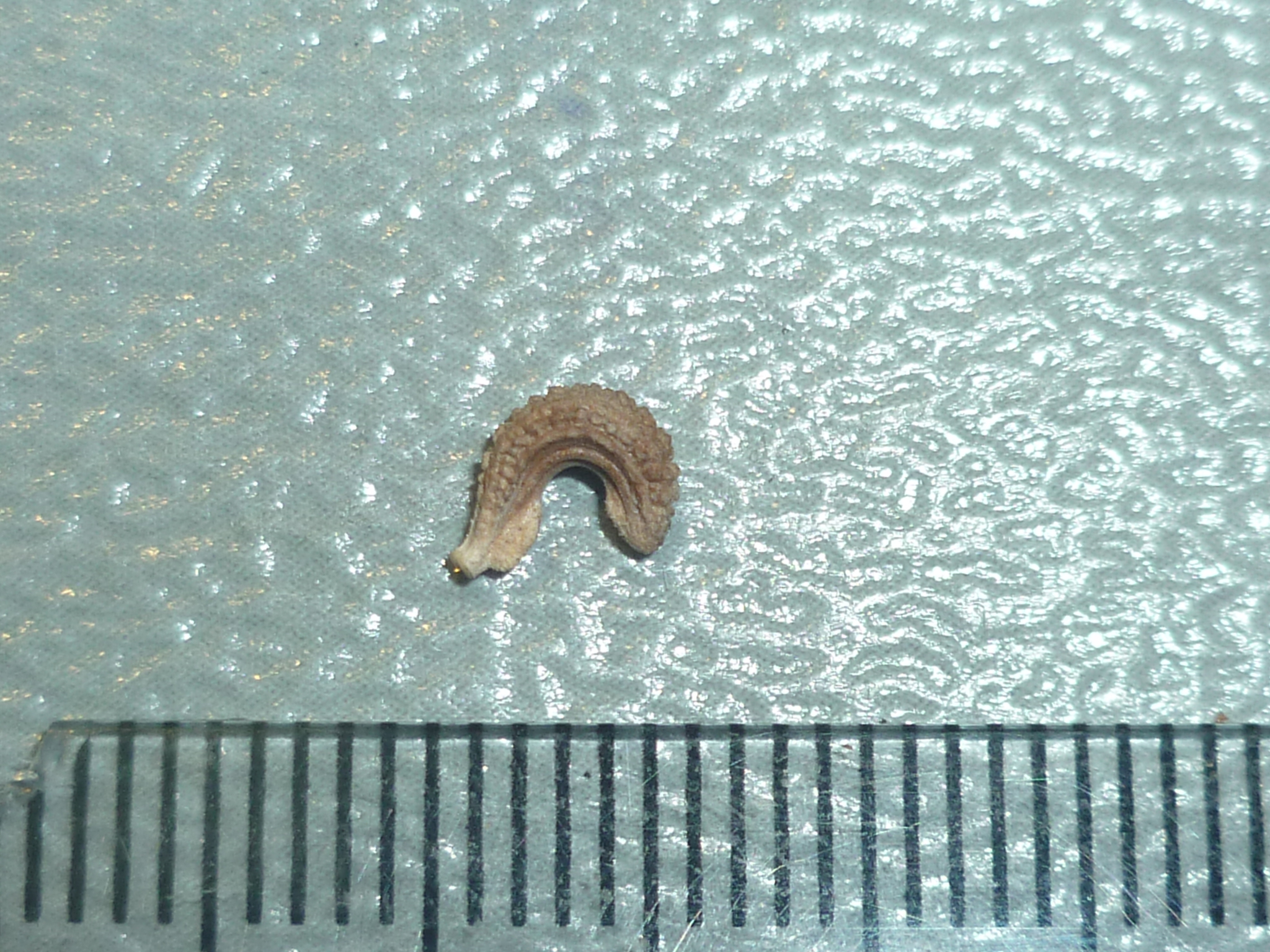
Akène du centre du capitule.

### Culture

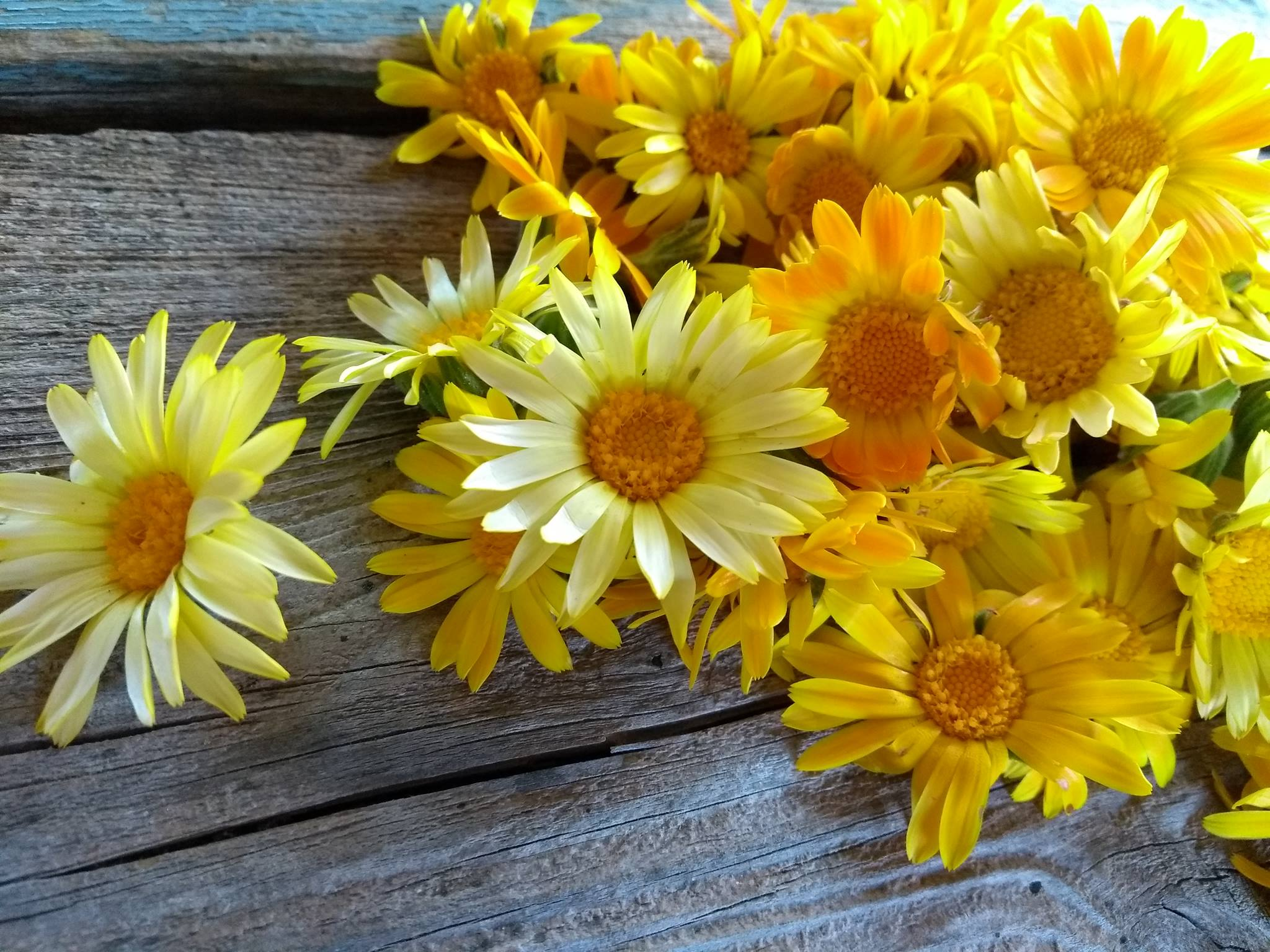
Soucis cultivés pour usage culinaire ou médicinal.

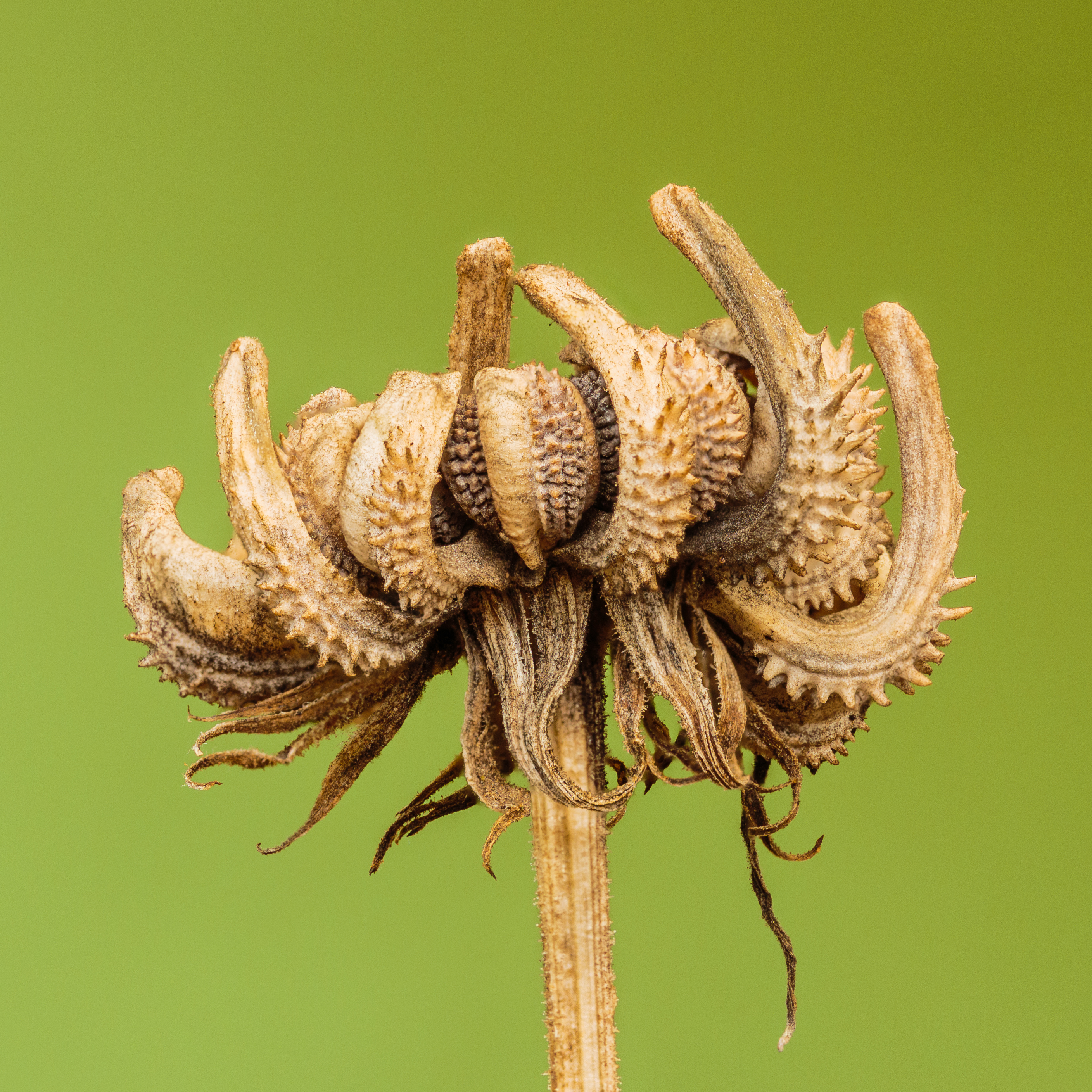
Graines de Souci officinal.

Le souci se cultive en tout sol en exposition directe au plein soleil.
Bien que vivace, il est surtout cultivé en annuelle principalement dans les régions à hiver rigoureux où il ne survit que rarement à l'hiver.
Il revient en place souvent de lui-même par ses graines.

## Constituants
Parmi la multitude de constituants de Calendula officinalis on trouve des huiles essentielles, flavonoïdes, terpènes (caroténoïdes), acide salicylique et alcools.
- Caroténoïdes[4]

Il existe dix-neuf caroténoïdes présents dans les pétales jaunes et orange du Souci officinal dont dix sont spécifiques à la fleur orange. Si l'on passe sur la stéréochimie de ces molécules on peut mettre en avant les proportions suivantes : Flavoxanthine (28 %), Luteoxanthine (11 %), Lycopènes (20 %), Carotène (alpha, bêta, gamma, thêta : 12 %), Lutéines (8 %), Rubixanthines (7 %), Auroxanthine (7 %), autres (8 %).
- Flavonoïdes

C'est dans la fraction butanolique des extraits de Calendula officinalis que l'on trouve le plus de flavonoïdes.
- Triterpendioles

Calendula officinalis possède des esters faradiols dont : le faradiol, faradiol-3-myristique, faradiol-3-palmitique et psi-taraxasterol 3 (mono-alcool). Ces esters sont anti-inflammatoires et anti-œdémateux. L'extraction par SFE (super fluid extraction), en plus d'atteindre un degré de pureté supérieur à 96 % pour les faradiols ci-dessus, a permis de mettre en évidence un composé mineur : maniladiol 3-O-laurate et myristate.
Il a été mis en évidence par chromatographie les constituants suivants en plus de ceux décrits ci-dessus : acide oléanolique, acide vanillique, acide caféique, ainsi que bien d'autres acides (voir publication pour liste complète).

## Utilisations

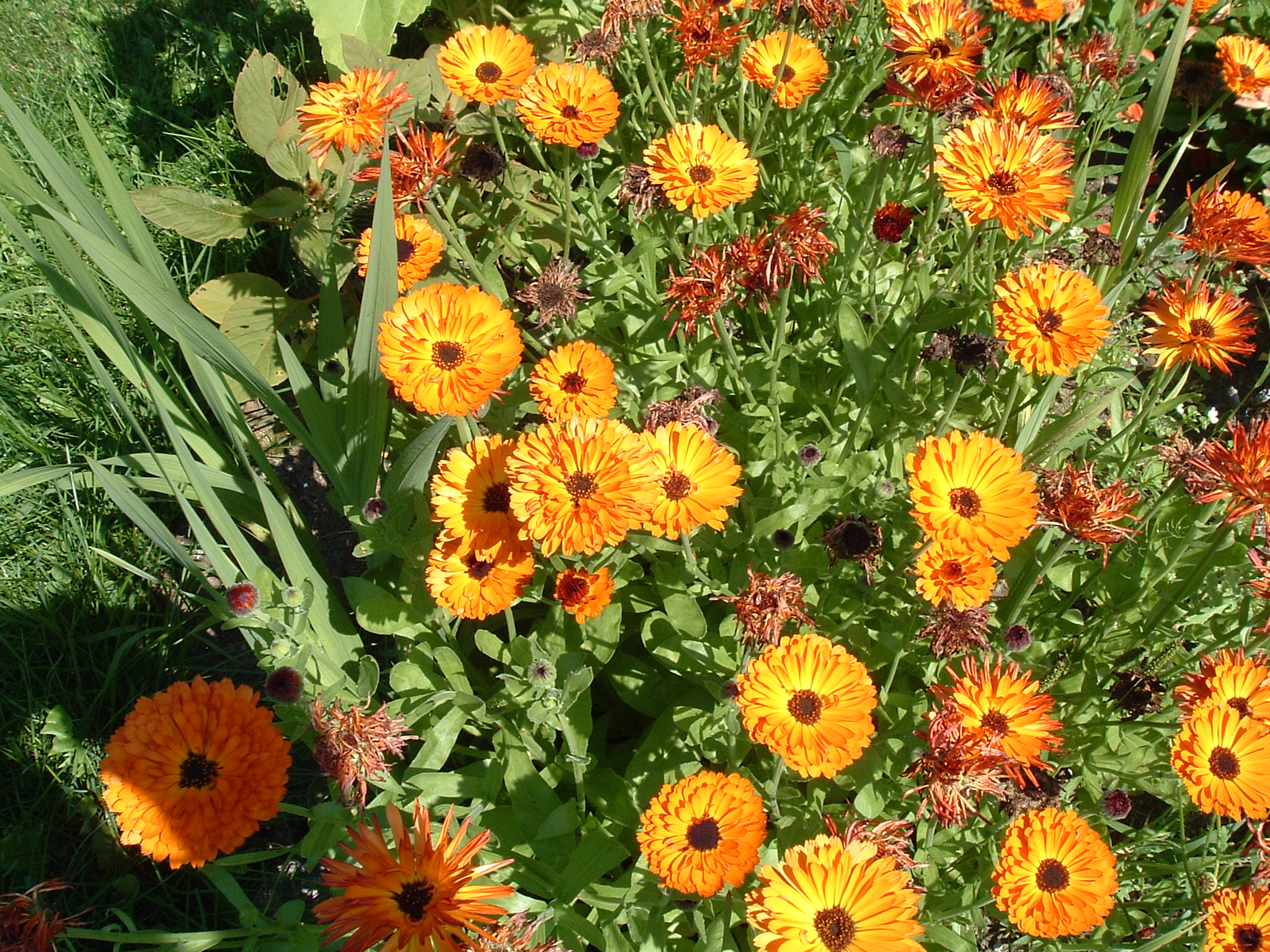
Variété à fleurs cuivrées.

### Alimentaires
Les boutons floraux du Souci officinal et du Souci des champs peuvent être confits au vinaigre avant qu'ils ne s'ouvrent. On peut aussi les faire sauter « pour accompagner les grillades. Les fleurs agrémentent les salades. On peut aussi en collecter les pétales et les ajouter au dernier moment au riz et aux pâtes. Elles y apportent de la couleur et une tonalité douce amère agréable et sans prétention ». D'où le titre de l'ouvrage de François Couplan Mangez vos soucis.

### Thérapeutiques
Calendula officinalis est depuis longtemps utilisé en médecine traditionnelle. Les fleurs fraîches ou à peine séchées servent à préparer infusions et alcoolats qui ont notamment des propriétés anti-inflammatoires, anti-œdémateuses, antioxydantes, anti-virales, anti-tumorales, spasmolytiques, hypocholestérolémiantes et immunostimulantes.
En usage externe (teinture mère), c'est un excellent anti-inflammatoire (peau et muqueuses, intimes ou non), anti-œdémateux et antivenimeux. Il est antibactérien, antiviral, antifongique et cicatrisant.
Le souci aurait également des propriétés thérapeutiques spécifiques avec des effets anti-inflammatoires (faradiol, flavonoïdes) et antiprurigineux, des effets antibactériens (huile essentielle, flavonoïdes) et cicatrisants, et des effets immunostimulants, stimulants de la granulation.
Selon l’Organisation mondiale de la santé le souci peut être considéré comme « un traitement externe des plaies superficielles, des inflammations modérées de la peau et de la muqueuse orale, des blessures et des ulcères veineux ».
« Calendula fait partie de la même famille que l’arnica (les astéracées) et possède des propriétés réparatrices et protectrices. Il contient des antioxydants naturels et stimule le renouvellement cellulaire. »
Il existe plusieurs produits pharmaceutiques à base de souci qui contribuent au soin de nombreuses affections dermatologiques (crevasses, écorchures, piqûres d’insectes, gerçures, dermites irritatives, coups de soleil, brûlures superficielles, érythèmes fessiers. - Affections de la bouche et du pharynx : aphtes, maux de gorge, etc.), comme la « Crème Calendula » ou le « Calendoron » des Laboratoires Weleda, ou encore la  « Pommade Dermoprotectrice Calendula » des laboratoires Kneipp.
Le souci peut stimuler légèrement la production d’œstrogène.

#### Anti-inflammatoire
Il a été mis en évidence un effet suppresseur de l'inflammation et de l'infiltration des leucocytes à partir de 1981. C'est le faradiol qui est responsable d'une grande partie de cet effet. Le faradiol seul est le plus actif (il possède en équimolaire le même effet que indomethacin ou ibuprofen) bien que le faradiol-3-myristique, faradiol-3-palmitique et psi-taraxasterol 3 ne soient pas néanmoins dépourvus d'activité anti-inflammatoire,. Son activité a été testée sur les deux principales enzymes du système pro-inflammatoire (la cyclo-oxygénase et la lipo-oxygénase) qui ont été inhibées.

#### Anti-œdémateux
C'est parmi les nombreux talents du faradiol que l'on trouve les propriétés anti-œdémateuses du souci.

#### Anti-oxydant
Par ses flavonoïdes et ses triterpènoides, la partie butanolique possède une action significative comme épurateur de radicaux libres et antioxydant. Par des tests sur les espèces réactives de l'oxygène (radicaux libres), l'extrait de Souci officinal a montré de puissantes propriétés à éliminer ces espèces actives et à moduler le métabolisme oxydatif. Les extraits aqueux et hydroalcooliques du souci sont capables d'éliminer complètement les radicaux libres du système de Fenton ainsi que d'autres systèmes oxydatifs avec la même efficacité que le BHA synthétique (antioxygène).

#### Candidose vaginale
D'après une étude aléatoire contrôlée (randomisé en langue globish ou random en anglais) à triple insu, la Calendula officinalis semble avoir été efficace dans le traitement de la candidose vaginale et avoir un effet à long terme retardé mais plus important que celui du clotrimazole.

#### Anti-tumoral
De la même façon que les médicaments anti-tumoraux, les extraits de Souci officinal sont cytotoxiques et antigénotoxiques à faible dose (2,5mg/ml). Une nouvelle technique d'extraction LACE (laser activated calendula extract) montre in vitro une inhibition de la croissance cellulaire par arrêt du cycle et apoptose. La Calendula officinalis présente des résultats prometteurs en ce qui concerne son utilisation potentielle dans la gestion du cancer.

#### Immunomodulateur
Nombre de pages web donnent au Souci officinal la capacité de stimuler le système immunitaire mais en regardant la littérature sur le sujet, il est clair qu'il y a à la fois suppression de l'inflammation et de l'infiltration des lymphocytes. Malgré tout, en 2000, a été mise en évidence la capacité significative de stimuler la prolifération en présence de CMH (complexe majeur d'histocompatibilité). Cependant, il reste cette information à prendre en compte en attendant des articles plus ciblés : complète inhibition de la prolifération des lymphocytes en présence de PHA (phytohemagglutinin : présent sur influenza virus) par le souci.

#### VIH
Seule l'extraction organique a un effet potentiel sur le VIH et non l'extraction aqueuse. La présence de 500 microgrammes/ml d'extrait organique assure une protection de 24 h contre la fusion du virus avec les cellules lors d'expériences in vitro. De plus, cet extrait (dose et temps dépendant) provoque une réduction de l'activité de la transcription inverse (TI) : 30 minutes de traitement provoquent une inhibition de 85 % de la TI lors d'expériences in vitro.

#### Dermatologie
L'article le plus intéressant concerne la prévention des dermatites aiguës de grade 2 lors de l'irradiation post-opératoire du cancer du sein qui indique qu'une pommade de Calendula Boiron est plus efficace que la trolamine (Biafine) qui est le protocole habituel. Cet essai clinique met en avant une thérapeutique qui réduirait les interruptions de la radiothérapie car une baisse significative de la douleur induite par la radiothérapie a été enregistrée avec l'utilisation de Calendula officinalis.
L'utilisation de formule combinée entre Calendula et molécule commence à voir le jour notamment une thérapeutique liant l'aciclovir à l'extrait de souci qui montre une efficacité significativement plus importante que l'aciclovir seul.
Par contre, il semble bien que le traitement post-irritatif par cette crème (1 f/j durant 5 j) n'a aucun effet. Au contraire, une fois de plus le rôle protecteur est mis en avant par la crème au Souci officinal (et aussi au Romarin) contre les dermatites de contact en période d'irritation (non en post).
Une combinaison de sérum à base de sécrétion de limace, de calendula officinale et d'extrait de racine de glycyrrhiza glabra pourrait améliorer significativement les lésions d'acné inflammatoire et avoir un profil de tolérance favorable, ce qui suggère son rôle en tant que traitement adjuvant dans le maskne.

#### ORL
L'otite possède une période de transition douloureuse pendant laquelle il n'est pas possible de savoir si celle-ci se dirige vers une fin ou vers une complication. Un essai a montré que la présence d'herbes naturelles (dont différents soucis) a été bénéfique par ses différentes capacités anti-inflammatoires, anti-bactériennes et anti-œdémateuses dans cette période de transition. Un collutoire à base de souci évite donc l'utilisation directe d'antibiothérapie.

### Agronomiques
En agriculture, le souci des champs est utilisé depuis plus de trente ans pour la lutte biologique intégrée comme plante hôte de Macrolophus pygmaeus, notamment sur cultures de tomates ou d'aubergines. Ces punaises indigènes permettent une régulation efficace de nombreux ravageurs : aleurodes, acariens, thrips, œufs de papillon et jeunes chenilles ainsi que les pucerons. Elles peuvent également se nourrir de parties végétales du souci qui constitue alors une bonne plante relais pour héberger Macrolophus durant la saison hivernale, permettant ainsi le transfert des colonies depuis le souci vers les cultures d'été au printemps.

## Intéractions médicamenteuses
Elle peut avoir des effets additifs avec des médicaments sédatifs, antihypertenseur, hypoglycémiant et anticholestérol.

## Limites et toxicologie
La présence de Calendula officinalis dans un dentifrice n'a aucun impact sur le biofilm buccal et sur les micro-organismes périodontopathiques,. Il est très difficile de trouver des articles observant l'action antibactérienne de Calendula officinalis, il faut donc relativiser ce rôle antibactérien.
La toxicité du calendula est à mettre en avant : à une dose de 2,5 mg/kg chez le rat (dans un modèle animal particulier) il est anti-génotoxique, dès 10 mg/kg, il participe à l'augmentation de l'altération du foie par la tumeur et devient génotoxique.